# 法羅國家公園
法羅國家公園是喀麥隆的國家公園，位於該國北部，佔地3,300平方公里，建於1980年，毗鄰與尼日利亞接壤的邊境，海拔高度250至500米，野生動物有獵豹、黑犀牛、非洲象和河馬。